# Đông Cảng, Bình Đông

Vị trí tại Bình Đông

Đông Cảng (tiếng Trung: 東港鎮; bính âm: Dōnggǎng Zhèn) là một trấn của huyện Bình Đông, tỉnh Đài Loan, Trung Hoa Dân Quốc (Đài Loan). Trấn có địa hình trũng và thương bị thiệt hại nặng trong các trận lũ lụt. Đông Cảng có diện tích 29,4635 km², dân số vào tháng 8 năm 2011 là 49.808 người thuộc 15.817 hộ gia đình, mật độ cư trú đạt 1690,5 km².